# Канал Сан Бово
Кана̀л Сан Бо̀во (на италиански: Canal San Bovo, на местен диалект: Canal, Канал) е село и община в Северна Италия, автономна провинция Тренто, автономен регион Трентино-Южен Тирол. Разположено е на 758 m надморска височина. Населението на общината е 1459 души (към 2018 г.).